# Solar dos Oliveira
O Solar dos Oliveira é uma antiga residência de Montes Claros, em Minas Gerais, tombada pelo Patrimônio Histórico no Decreto n°1761 de 28 de setembro de 1999. Foi construído em 1856 pelo capitão José Rodrigues Prates, 24 anos após a emancipação do município. É situado na rua Cel. José Rodrigues Prates, onde funcionavam, em 1896, as coletorias das rendas federais, estaduais e municipais. Nos salões do segundo piso do casarão eram realizadas grandes celebrações e, em noites com a lua bonita, serenatas que eram ouvida pelas ruas de Montes Claros.

## História
Na década de 1920, o antigo Solar dos Oliveiras, que inicialmente se chamava Solar dos Prates, atualmente chamado de Solar dos Sertões, abrigou o jornal Gazeta da Cidade. Em 2007, o solar foi adquirido pelo Centro de Agricultura Alternativa do Norte de Minas (CAA/NM) para abrigar a sua sede, e pretende preservar a construção colonial. O casarão ainda guarda vestígios que contam a história do casarão e sua ocupação: azulejos hidráulicos, pinturas e revestimentos preservados da construção original do século XIX ou das interferências pelas quais a construção passou ao longo do tempo.